# Wohn- und Wirtschaftsgebäude Hindenburgstraße 24

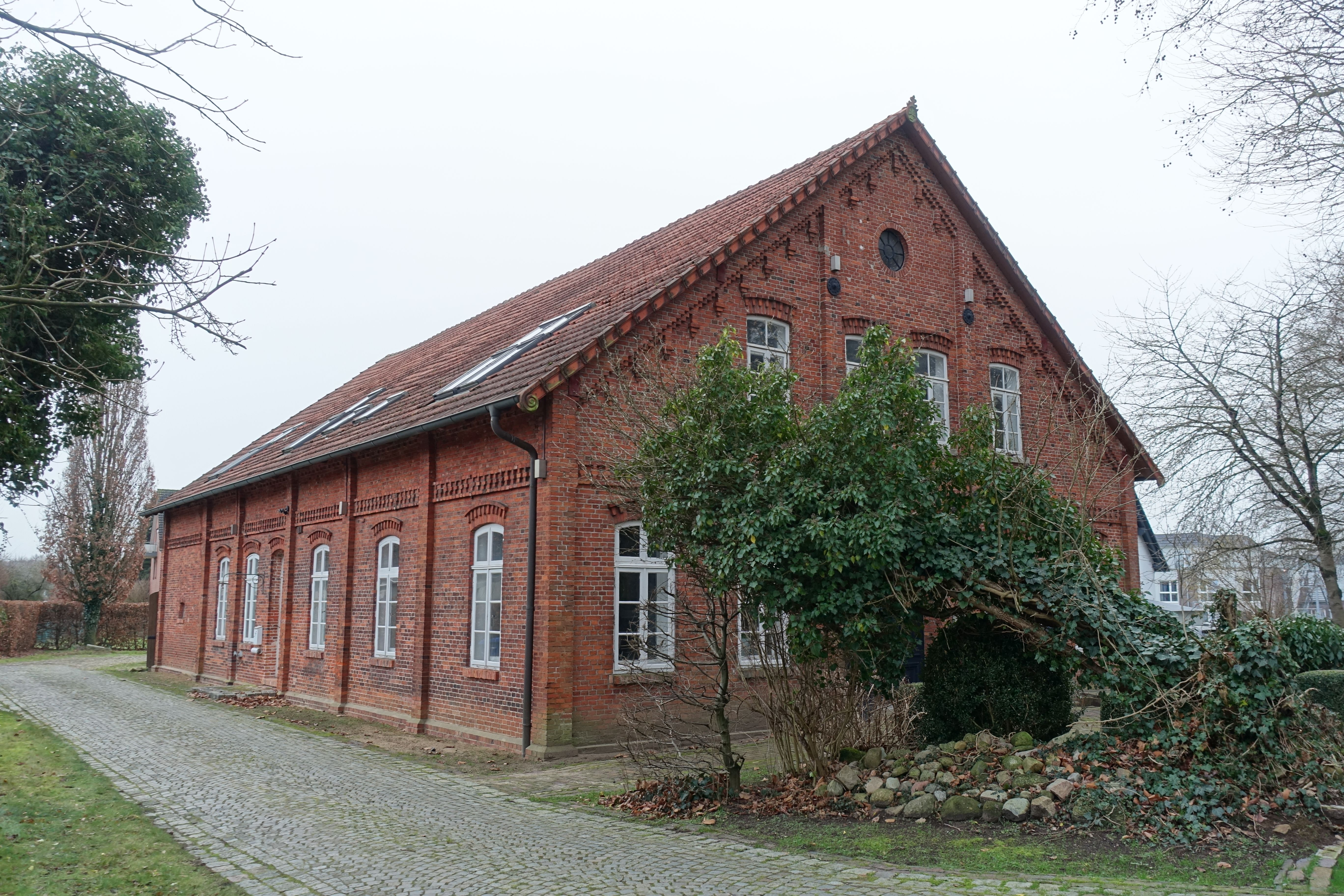
Ost- und Nordfassade (2023)

Das Wohn- und Wirtschaftsgebäude Hindenburgstraße 24 in der niedersächsischen Gemeinde Beverstedt, im Landkreis Cuxhaven, stammt vom Ende des 19. Jahrhunderts. Aktuell (2024) wird es wohl gewerblich (Praxis) genutzt.
Das Gebäude steht unter Denkmalschutz (siehe auch Liste der Baudenkmale in Beverstedt).

## Beschreibung
Das eingeschossige giebelständige Wohn- und Wirtschaftsgebäude als Vierständer-Hallenhaus in Backstein mit Drempel, mit ziegelgedecktem Satteldach, straßenseitiger Wohnfassade mit geschossteilenden Gesimsen, markantem Ortganggesims, Lisenen und segmentbogigen Öffnungen, an den Traufseiten fortgeführt, mit südlichem, schlichter gestaltetem Wirtschaftsteil mit der Grooten Door und Korbbogen, stammt von um 1890.
Das Landesdenkmalamt befand u. a.: „… Die Erhaltung des Bauwerks liegt wegen der ortsgeschichtlichen Bedeutung, als Beispiel für den Bautyp eines massivierten Wohn-/Wirtschaftsgebäudes um 1900 und aufgrund der städtebaulichen Bedeutung im Hinblick auf das Straßenbild im öffentlichen Interesse.“